# Журавльов Василь Миколайович (політик)
Василь Журавльов (5 квітня 1970) — голова «Федерації футболу міста Маріуполя», кандидат на пост Президента України.

## Біографія
Журавльов Василь Миколайович народився в смт Старий Крим Донецької області. Має вищу освіту. В 1990 році вступив до музичного училища. З 2001 по 2005 роки вчився в Міжнародному Слов'янському університеті в Харкові. В 2015 році балотувався на виборах мера в Маріуполі.

### Кандидат на виборах Президента 2019
- 6 лютого 2019 року Василь Миколайович зареєструвався кандидатом на вибори Президента України. Його кандидатуру висунула політична партія «СТАБІЛЬНІСТЬ».